# 면 (가수)
면(MYUN)은 대한민국의 힙합 음악가이다. 주 포지션은 래퍼이며, 비트메이킹도 간간히 하고 있다. 3인조 팀 DS Connexion의 멤버이며, 현재는 보컬 Mari.J와 함께 결성한 듀오 Bittersweet Sound의 멤버로도 활동 중이다.

## 생애
면은 2001년 대학에서 와디, 팻두를 만나 DS Connexion을 결성하였다. DS Connexion은 특유의 자유 분방한 스타일로 2005년 첫 앨범을 낸 후부터 쭉 인지도를 늘려왔으며, 2007년 6월 두 번째 앨범을 발표하였다. 한편 DS Connexion은 2006년 팻두, 2008년 와디의 솔로 앨범이 이어지면서 점차 멤버들의 솔로 활동이 두드러지기 시작하였으며, 면 역시 자신의 솔로 앨범을 준비하기 시작하였다. 그의 솔로 앨범은 2009년 발표되었다.
이후 그는 팻두의 솔로 앨범에 간간히 모습을 드러냈으며, 다시 독자적인 작업물을 낸 것은 2011년 6월에 와서였다. 이번에는 DS Connexion과 굳은 친분을 다져온 보컬 겸 프로듀서 Mari.J (그전까지는 용마리라는 이름으로 참여)와 결성한 프로젝트 팀 Bittersweet Sound의 멤버로써였는데, 매달 한 곡 씩 신곡을 발표하는 것을 목표로 하였다. 비록 이 약속은 지켜지지 않았으나 2013년 12월 새로운 디지털 싱글을 발표하며 활동을 이어가고 있다.
대표곡: Bittersweet

## 디스코그래피

### 솔로
- 2009년 7월 21일 Bittersweet Thang 정규 앨범

### Bittersweet Sound
- 2011년 6월 23일 Airmail 디지털 싱글
- 2011년 7월 21일 D-Day 디지털 싱글
- 2012년 11월 20일 《날씨 때문에》 디지털 싱글
- 2013년 12월 3일 《날씨 때문에 (Guitar ver.)》 디지털 싱글
- 2013년 12월 3일 《우산 없이 걷다》 디지털 싱글